# Haplochthonius maitri
Haplochthonius maitri är en kvalsterart som beskrevs av Sanyal, Basak och Barman 2002. Haplochthonius maitri ingår i släktet Haplochthonius och familjen Haplochthoniidae. Inga underarter finns listade i Catalogue of Life.